# Willy Bogner (1942)
Wilhelm Herman Björn Bogner detto Willy o Willi (Monaco di Baviera, 23 gennaio 1942) è un imprenditore, regista cinematografico, dirigente sportivo ed ex sciatore alpino tedesco.
A volte è indicato come Willy Bogner junior per distinguerlo dall'omonimo padre, sciatore nordico, a sua volta sciatore di alto livello e imprenditore.

## Biografia

### Carriera sciistica
Durante la sua carriera agonistica gareggiò per la Nazionale di sci alpino della Germania Ovest e, in sede olimpica, per la Squadra Unificata Tedesca.

#### Stagioni 1959-1960
Sciatore polivalente, Bogner debuttò in campo internazionale in occasione dell'Internationalen Adelbodner Skitage 1959 (Adelboden, 4-5 gennaio), dove si classificò 23º nello slalom gigante e non completò lo slalom speciale, e nel prosieguo di quella stagione vinse la discesa libera del trofeo Ruben Blan (Sankt Moritz, 23-25 gennaio).
Nella successiva stagione 1959-1960 vinse, non ancora diciottenne, la classica discesa libera del trofeo del Lauberhorn disputata sull'omonima pista di Wengen, piazzandosi anche 2º nella combinata (9-10 gennaio), fu 3º nello slalom speciale disputato sulla pista Ganslern di Kitzbühel, dietro al francese Adrien Duvillard e all'austriaco Josef Stiegler, valido per il trofeo dell'Hahnenkamm (15-17 gennaio), e partecipò agli VIII Giochi olimpici invernali di Squaw Valley 1960: in quella sua prima presenza olimpica e iridata si classificò 9º nella discesa libera e non concluse lo slalom gigante e lo slalom speciale dopo aver marcato, in quest'ultima specialità, il miglior tempo nella prima manche.

#### Stagioni 1961-1966
Nella stagione 1960-1961 si piazzò 3º nello slalom speciale del Critérium de la première neige (Val-d'Isère, 16-18 dicembre); l'anno dopo ai Mondiali Chamonix 1962 fu 15º nella discesa libera, 32º nello slalom gigante, 9º nello slalom speciale e 6º nella combinata e conquistò la medaglia d'oro nello slalom speciale e nella combinata alla II Universiade invernale di Villars-sur-Ollon. Nella stagione 1962-1963 non gareggiò.

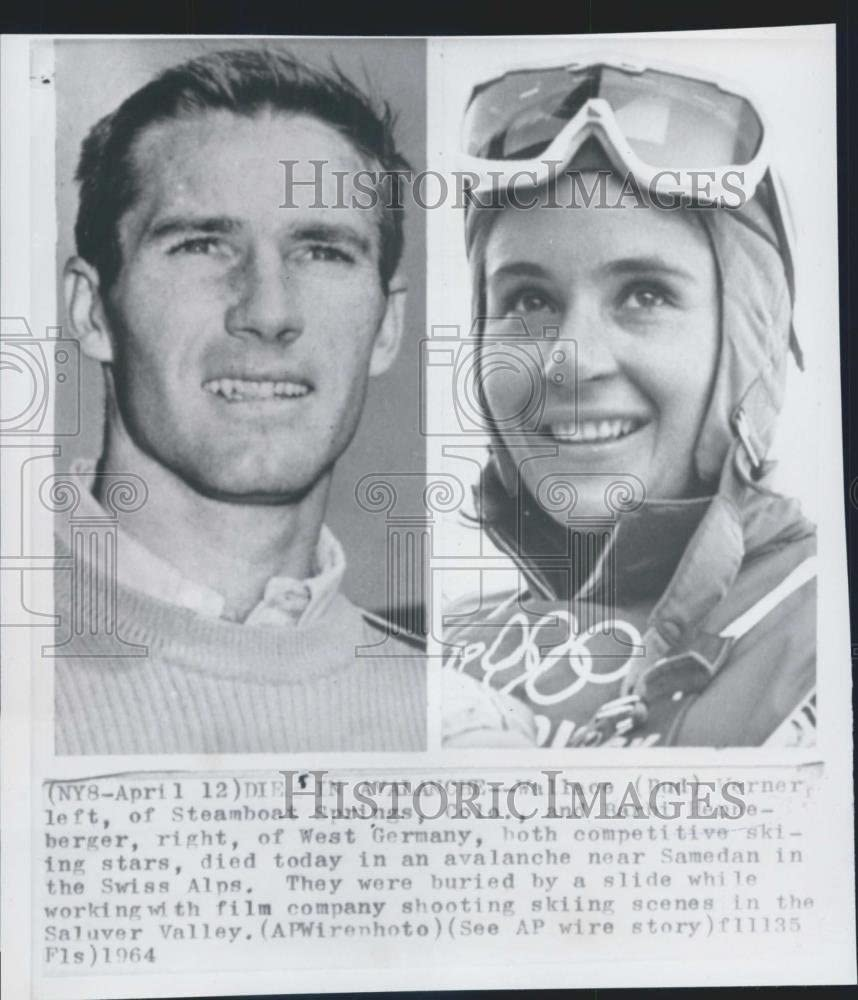
Buddy Werner e Barbara Henneberger (Associated Press, 1964

Nel 1964, dopo aver vinto la prima discesa libera della 3-Tre a Madonna di Campiglio (18 gennaio), partecipò ai IX Giochi olimpici invernali di Innsbruck 1964, sua ultima presenza olimpica, dove si classificò 9º nella discesa libera e non concluse lo slalom gigante; sul finire della stagione fu coinvolto nell'incidente nel quale persero la vita la sua fidanzata Barbara Henneberger e lo statunitense Buddy Werner: i due furono travolti da una valanga il 12 aprile a Celerina durante le riprese del film Skifaszinationen e Bogner, che stava effettuando le riprese, fu ritenuto colpevole di negligenza e condannato con la condizionale. Ottenne gli ultimi risultati della sua carriera nel 1966, quando si piazzò 3º nello slalom speciale della 3-Tre, dietro al connazionale Ludwig Leitner e al norvegese Håkon Mjøen (Madonna di Campiglio, 12 febbraio), e prese parte ai Mondiali di Portillo 1966, suo congedo agonistico, dove fu 17º nella discesa libera e 4º nello slalom speciale.

### Carriera cinematografica
Dopo il ritiro dalle competizioni intraprese la carriera cinematografica lavorando come regista, sceneggiatore, produttore, direttore della fotografia, operatore di ripresa e in vari altri ruoli della troupe. Apparve anche come attore in alcuni episodi di serie televisive tedesche e, nel ruolo di se stesso, in vari documentari. Fu responsabile delle riprese delle scene di ambientazione sciistica in vari film di James Bond, da Agente 007 - Al servizio segreto di Sua Maestà del 1969 a Agente 007 - Bersaglio mobile del 1985, per il quale fu insignito del premio Bambi.
Alla regia esordì in quello stesso 1966 con Skifascination, un documentario sul Circo bianco ambientato a Sankt Moritz e che contò sulla partecipazione di numerosi sciatori dell'epoca. Fino al 2001 ha diretto otto tra film e documentari; negli anni 2000 collaborò con la candidatura della russa Soči per la selezione della città organizzatrice dei XXII Giochi olimpici invernali, realizzando vari filmati di presentazione.

### Carriera imprenditoriale
Seguendo le orme del padre, che nel 1932 aveva fondato un'azienda di abbigliamento sportivo alla quale aveva dato il suo stesso nome, Bogner nel 1971 lanciò una propria linea di abbigliamento, arricchendola in seguito con collezioni specifiche per il tennis e per il golf. Nel 1977, alla morte del padre, assunse la guida dell'azienda; nel 1983 ne allargò le attività nel campo degli occhiali da sole.

### Carriera dirigenziale
A lungo membro del Comitato Olimpico Tedesco, nel novembre del 2009 fu chiamato a far parte del comitato promotore della candidatura di Monaco di Baviera per la selezione della città organizzatrice dei XXIII Giochi olimpici invernali; nel 2010 diede le dimissioni per ragioni di salute.

## Palmarès

### Classiche
3-Tre
- 1 vittoria (discesa libera a Madonna di Campiglio 1964)

Lauberhorn
- 1 vittoria (discesa libera a Wengen 1960)

Ruben Blan
- 1 vittoria (discesa libera a Sankt Moritz 1959)

### Universiadi
- 2 medaglie[1]:
  - 2 ori (slalom speciale, combinata a Villars-sur-Ollon 1962)

### Campionati tedeschi
- 5 ori (discesa libera, combinata nel 1960; slalom speciale nel 1961; slalom speciale, combinata nel 1966)[15]
- 1 argento (dati parziali: slalom speciale nel 1965[16])

## Filmografia

### Regista
- Skifascination (1966)
- Stehaufmädchen (1970)
- Benjamin (1972)
- Vacanze sulla neve (Feuer und Eis, 1986)
- Fuoco, neve e dinamite (Feuer, Eis und Dynamit, 1990)
- White Magic (1994)
- Mountain Magic (1999)
- Ski to the Max (2001)

## Riconoscimenti
- Premio Bambi nel 1986[1][2]
- Bayerischer Filmpreis (premio speciale) nel 1986[1]
- Goldene Seudenschleife nel 1999[1]